# Bildstock (Seubrigshausen; Wermerichshäuser Straße)

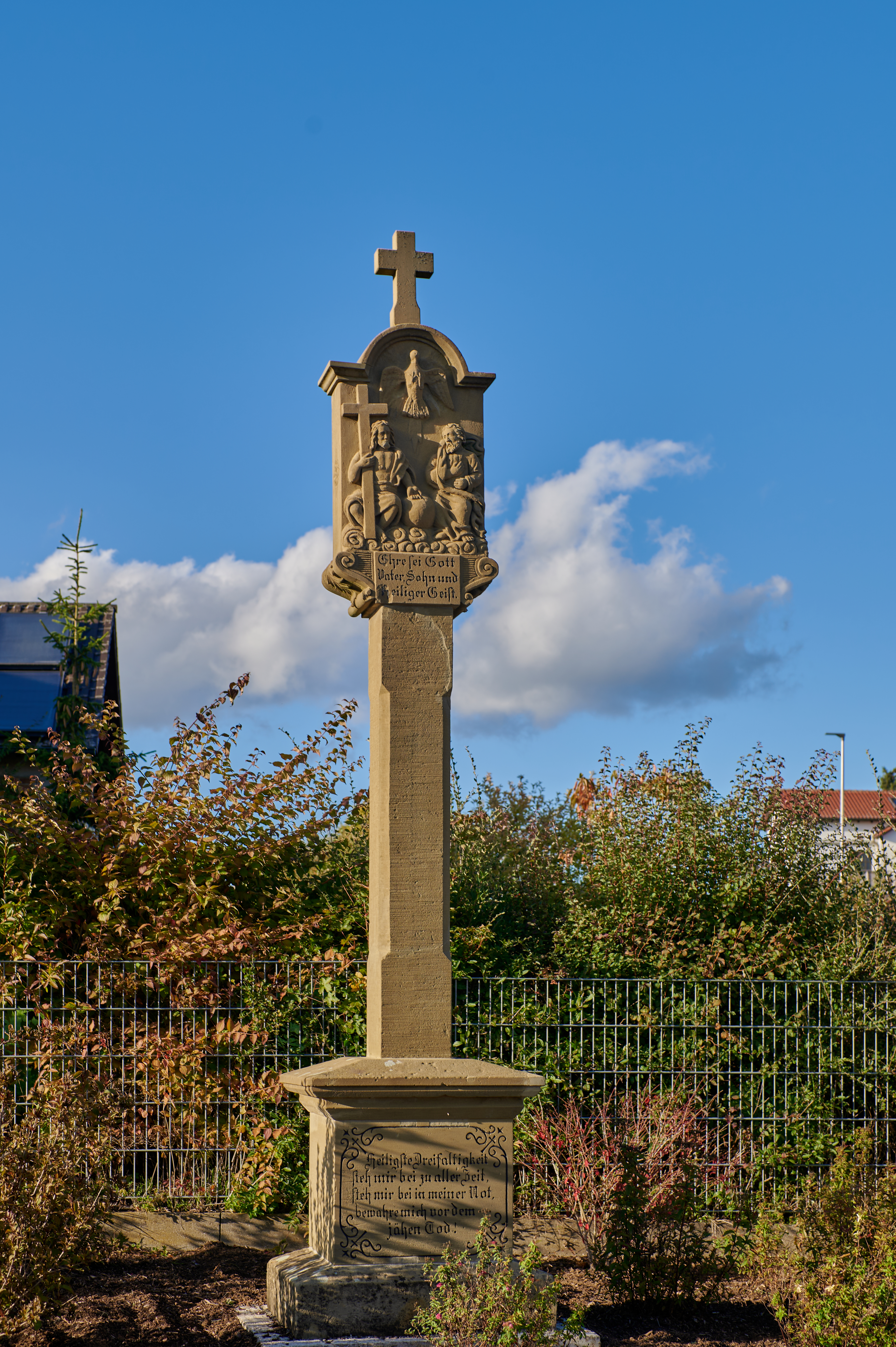
Bildstock in Seubrigshausen an der Wermerichshäuser Straße.

Der Bildstock Wermerichshäuser Straße befindet sich in Seubrigshausen, einem Gemeindeteil der Stadt Münnerstadt im unterfränkischen Landkreis Bad Kissingen an der Wermerichshäuser Straße. Er gehört zu den Baudenkmälern von Münnerstadt und ist unter der Nummer D-6-72-135-208 in der Bayerischen Denkmalliste registriert.

## Beschreibung
Der 250 cm hohe Bildstock besteht aus Sandstein und entstand im Jahr 1898.
Der Bildstock besteht aus einem quadratischen Sockel, einem Vierkantschaft sowie einem rechteckigen Aufsatzblock und wird von einem kleinen Kreuz bekrönt.
Die Vorderseite des Sockels trägt folgende Inschrift:

„Heiligste Dreifaltigkeit

steh mir bei zu aller Zeit,

steh mir bei in meiner Not

bewahre mich vor dem jähen Tod!“

Auf der Rückseite steht die Inschrift:

„Renoviert v. Fam. Josef Reichert

1960“

Auf dem Kopfstück ist mit Gottvater, Sohn und – in Gestalt einer Taube – dem Heiligen Geist die Heilige Dreifaltigkeit zu sehen und folgende Inschrift zu lesen:

„Ehre sei Gott

Vater, Sohn und

Heiliger Geist“

Auf der Rückseite ist das „Auge Gottes“ zu sehen und folgende Inschrift zu lesen:

„Heilig, heilig, heilig

bist du Herr Gott Sabaoth!

Himmel und Erde sind voll

von deines Ruhmes

Herrlichkeit

1898“

Bis zum Jahr 1958 stand am Standort des Bildstocks die „Hindenburglinde“. Der alte Baum, bei dem nach Aussagen von Ortsbürgern aus dem Jahr 1930 Paul von Hindenburg seinen Aussichtsposten eingenommen hatte, war morsch geworden und war bei einem starken Sturm auseinandergebrochen.